# Giovan Lorenzo Firello
Giovan Lorenzo Firello (Afragola (?), 1510 ca. – Afragola, 13 agosto 1583) è stato un pittore italiano.
Operò soprattutto in area campana tra il 1540 ed il 1580.
Subì l'influenza di Polidoro Caldara da Caravaggio, Marco Cardisco, Giorgio Vasari e Marco Pino da Siena.

## Biografia
Nacque probabilmente ad Afragola e la sua presenza è documentata a Napoli negli anni 1540. 
Non si conosce il nome del padre, ma – grazie ad una procura del 24 novembre 1539 - è noto quello della madre, Fiorenza Calandra, e quello della moglie, Virgilia Dell'Amendola, che aveva sposato sul finire degli anni 1530. I registri parrocchiali della chiesa di Santa Maria d'Ajello in Afragola, poi, forniscono notizie circa i suoi figli: Polidoro, Claudia e Pirro, e relativamente alla sua morte.
Altro elemento ignoto riguarda la sua formazione artistica, tuttavia il fatto che il suo primogenito si chiamasse Polidoro rende ipotizzabile un rapporto con Polidoro da Caravaggio, mentre il fatto che sia stato consulente di parte di Pietro Negroni in una causa civile, che riguardava il pittore calabrese, rende probabile un rapporto collaborativo anche con Marco Cardisco e la sua cerchia.
Ebbe quasi sicuramente bottega in Castellammare di Stabia intorno al 1539-40 e, almeno dal 1569, in Afragola.
Operò prevalentemente in area campana, ma - alla luce delle opere a lui attribuite - si ha ragione di ritenere che sia stato attivo anche in Lazio, Abruzzo, Puglia e, forse, nel messinese al seguito di Polidoro da Caravaggio.
Morì in Afragola il 13 agosto 1583. Nel redigere l'atto di morte, accanto al nome il parroco annotò: "valente pittore".

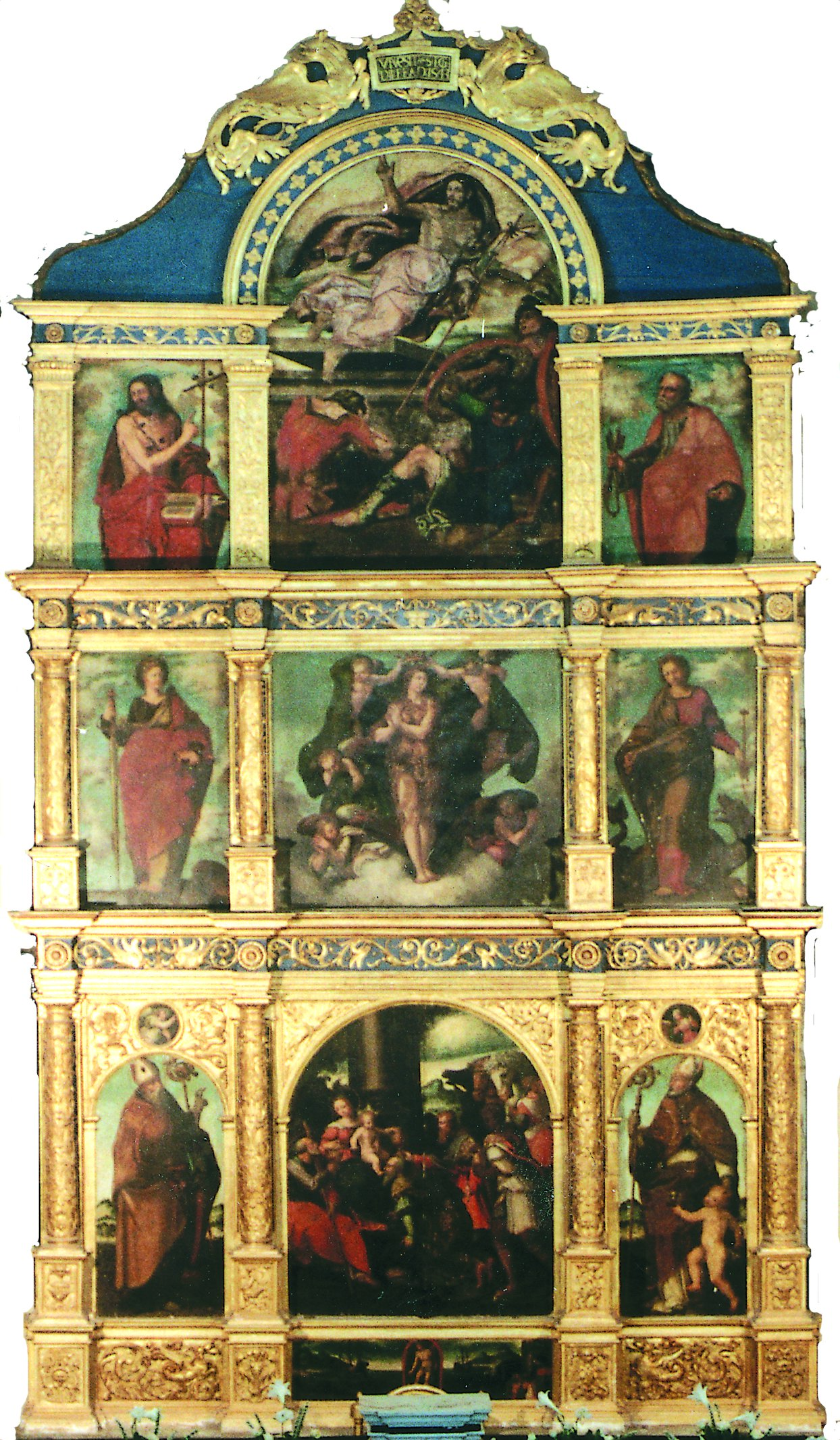
Polittico di Giovan Lorenzo Firello (1540-43). Altare Maggiore dell’Abbazia di Santa Maria Maddalena in Sant’Egidio del Monte Albino

## Opere
- Polittico (1540-43, Abbazia di Santa Maria Maddalena in Armillis, Sant'Egidio del Monte Albino).[5]
- Martirio di San Biagio (1579, Chiesa del Monastero di S. Biagio, Aversa)[6]
- Adorazione dei Magi (un tempo nella Chiesa della Maddalena del Convento dei frati francescani ed oggi nel Museo diocesano di Aversa) – Attribuzione S. Silvestri, e P. Improda
- Madonna col Bambino e i santi Giovanni Battista e Giovanni Evangelista (Archivio Storico Diocesano, Napoli) - Attribuzione S. De Mieri
- Madonna col Bambino tra Sant'Andrea e Santo Stefano (ex Cattedrale di Santa Maria delle Grazie, Massalubrense) - Attribuzione P. Improda
- Madonna degli Angeli (Chiesa di Santo Stefano, Sala Consilina) - Attribuzione P. Improda
- Deposizione (Chiesa di San Pietro ad Aram, Napoli) -  Attribuzione P. Improda
- Madonna delle Grazie (Chiesa di San Nicola, Torremaggiore) -  Attribuzione P. Improda e S. De Mieri
- La cena in casa di Simone (Chiesa di San Pietro, Somma Vesuviana) -  Attribuzione P. Improda
- Madonna delle Grazie (Chiesa di San Giovanni a Carbonara, Napoli) -  Attribuzione P. Improda
- La Pietà (Chiesa di Santa Maria a Piedigrotta, Napoli) -  Attribuzione P. Improda
- Il Martirio di San Lorenzo (già in collezione Finarte) -  Attribuzione P. Improda
- La Trinità (Chiesa di San Tommaso d'Aquino, Piedimonte Matese) -  Attribuzione P. Improda
- Madonna col Bambino tra i santi Giovanni Battista e Giovanni Evangelista (Chiesa di San Giovanni a Girone, Mercogliano) - Attribuzione P. Improda
- Andata al Calvario (Collezione privata) - Attribuzione P. Improda
- Compianto su Cristo morto (Chiesa di Santa Maria delle Grazie, Marcianise) - Attribuzione P. Improda
- Compianto su Cristo morto (Deposito Banca Unicredit, Vitulano) – Attribuzione P. Improda
- Pietà (affresco nella sagrestia della Chiesa di San Marco in Sylvis, Afragola) - Attribuzione P. Improda
- Compianto (proveniente dalla Chiesa di Santa Maria Minore, Aversa - in deposito nel Museo Diocesano di Aversa) - Attribuzione P. Improda
- Compianto (Chiesa dell'Annunziata, Sant'Agata de' Goti) - Attribuzione P. Improda
- Assunzione della Vergine con sovrastante ovale raffigurante la Santissima Trinità che incorona la Vergine (Chiesa di Santa Maria d'Ajello, Afragola) – Attribuzione P. Improda
- Madonna con Bambino tra San Giovanni Battista e San Gennaro vescovo (Chiesa di Santa Maria d'Ajello, Afragola) – Attribuzione P. Improda
- Madonna della Misericordia (Chiesa di Santa Maria d'Ajello, Afragola) – Attribuzione P. Improda
- Madonna col Bambino (Chiesa di Santa Maria dell'Arcora, Casalnuovo di Napoli) – Attribuzione P. Improda
- Assunzione della Vergine (Chiesa Santa Maria delle Grazie, Aversa - già sull'altare della Chiesa del Carminiello, demolita nel 1922 - oggi in deposito al Museo Diocesano di Aversa) – Attribuzione P. Improda
- Madonna col Bambino tra i santi Giovanni Battista e Girolamo (Museo della religiosità Montecalvese e della Memoria Pompiliana di Montecalvo Irpino) – seguace di Firello, Attribuzione S. De Mieri
- Madonna col Bambino tra i santi Sebastiano e Leonardo (Cappella Santa Maria di Costantinopoli nella Chiesa madre di Pietramontecorvino) – seguace di Firello, Attribuzione S. De Mieri
- Madonna delle Grazie con i santi Nicola di Bari e Ambrogio (Chiesa dell'Assunta, Volturino) – seguace di Firello, Attribuzione S. De Mieri
- Immacolata tra gli angeli (Chiesa dell'Assunta, Volturino) – seguace di Firello, Attribuzione S. De Mieri
- Incoronazione della Vergine (Chiesa dell'Assunta, Volturino) – seguace di Firello, Attribuzione S. De Mieri
- Crocifissione (Santuario Santa Maria a Parete, Liveri, distrutta da un incendio nel 1989 - oggi riproduzione in fototeca Castel Sant'Elmo, Napoli) – Attribuzione S. De Mieri
- Torchio mistico (Chiesa di Gesù delle Monache, Napoli) - Attribuzione P. Improda
- Sangue di Gesù (Chiesa di San Luca, Maranola (Formia - Latina)) - Attribuzione P. Improda
- Madonna col Bambino e i santi Giovanni Battista e Giovanni Evangelista (Archivio Storico Diocesano, Napoli) - Attribuzione S. De Mieri.
- Trittico (Cappella di S. Caterina della Basilica di San Michele Arcangelo, Piano di Sorrento) – Attribuzione S. Silvestri e S. Vollaro
- Trittico con la Madonna delle Grazie, san Vito e santa Caterina di Alessandria (Cattedrale di San Vito, Forio d'Ischia) - Attribuzione S. Silvestri e S. Vollaro
- Sangue di Gesù Cristo (Chiesa (vecchia) di San Biagio, Limatola (Benevento) - Attribuzione S. Silvestri e S. Vollaro
- Crocifissione di Gesù Cristo (Diocesi di Aversa) - Attribuzione S. Silvestri e S. Vollaro
- Gesù Cristo crocifisso, con la Madonna, la Maddalena e san Giovanni Evangelista (Diocesi di Aversa) - Attribuzione S. Silvestri e S. Vollaro
- Maria Maddalena - elemento di un polittico smembrato (Duomo di Ravello) - Attribuzione S. Silvestri e S. Vollaro
- Trasporto di Cristo nel sepolcro (Museo nazionale di Capodimonte, Napoli) - Attribuzione S. Silvestri e S. Vollaro
- Dormitio Virginis (Museo di Capodimonte, Napoli) - Attribuzione S. Silvestri e S. Vollaro
- Polittico della Natività (Cappella della Natività nel Duomo di Castroreale (Messina)) - Attribuzione S. Silvestri e S. Vollaro a Firello e Polidoro da Caravaggio
- Madonna di Loreto con i Santi Sebastiano e Rocco (1580-83 ca.; 1587-88 decorazione della cornice lignea dorata, Cappella della confraternita di Santa Maria di Loreto annessa alla chiesa del Santissimo Salvatore ad Aiello, frazione di Castel San Giorgio, in provincia di Salerno) - Attribuzione P. Improda.